# Wilhelm von Bismarck
Wilhelm Otto Albert von Bismarck, född 1 augusti 1852 och död 30 mars 1901, var en tysk greve och ämbetsman. Son till järnkanslern Otto von Bismarck och bror till Herbert von Bismarck.
Bismarck deltog som ordonnansofficer i fransk-tyska kriget, och ingick därefter i förvaltningen. Han blev regeringspresident i provinsen Hannover 1889, överpresident i Ostpreussen 1895, var medlem av den tyska riksdagen 1878-81 och av Preussens folkvalda kammare 1882-85.